# Chawion
Le ruisseau ou ru de Chawion est un cours d'eau belge affluent du Wayai et faisant donc partie du bassin versant de la Meuse. Il coule en province de Liège dans les communes de Jalhay, Spa (pour le Petit-Chawion) et Theux.

## Parcours
Ce ruisseau ardennais prend sa source dans les prairies proches d'Arbespine et de Tiège (commune de Jalhay) à une altitude de 350 m. Il se dirige vers l'ouest, pénètre dans le bois de Staneux, reçoit en rive gauche le Petit-Chawion qui alimente l'étang éponyme puis rejoint la rive droite du Wayai en amont de Spixhe près de Theux après un parcours d'environ 6 kilomètres. 
Le cours du ru de Chawion se passe presque exclusivement en milieu forestier et ne rencontre aucune construction si ce n'est une chapelle située quelques hectomètres après la source. Ses rives sont fréquentées par les promeneurs séduits par le charme de ces ruisseaux forestiers (Chawion et Petit-Chawion).